# 경주 기림사 소장 유물
경주 기림사 소장 유물(慶州 祇林寺 所蔣 遺物)은 대한민국 경상북도 경주시 문무대왕면 호암리, 함월전시관에 있는 유물이다. 1995년 1월 14일 경상북도의 문화재자료 제301호로 지정되었다.

## 개요
경주 기림사에 전하는 나무 비석 8점, 금구 1점, 석조 치미 1점의 유물들이다.
나무 비석은 18∼19세기 절의 수리 상황을 기록한 자료로, 돌 비석이나 철 비석에 비해 흔하지 않은 예로 그 가치가 높다. 금구는 금고, 반자라고도 하며 절에서 대중을 불러모으거나, 급한 일을 알릴 때 사용하는 일종의 타악기이다. 기림사 금구는 직경 70cm, 두께 11.5cm로 청동으로 제작되었으며 조선 경종 2년(1722)에 만들었음을 알 수 있는 글이 새겨 있다.
치미란 건물의 용마루 양끝에 부착한 대형 장식 기와를 말하는 것으로, 주로 점토로 만들어졌다. 기림사 석조 치미는 전체적으로 파손된 부분이 많은 편으로 현재 총 길이 95cm, 너비 70cm만 남아 있다. 조각수법으로 보아 통일신라시대의 작품으로 추정되며, 점토로 된 기와 제품이 아닌 돌로 이루어진 것으로는 유일한 작품이다.
기림사는 경북 월성군 양북면에 있는 절로 선덕여왕 12년(643) 인도 승려 광유가 세워 임정사라 부르던 것을, 후에 원효가 머물며 기림사로 불렀다. 기림사란 부처님이 살아 계실 때 세운 인도의 기원정사를 뜻한다. 이 절에는 5개의 우물이 유명한데, 그 중에 장군수를 마시면 힘이 용솟음 친다고 전한다. 그러나 조선시대 이 물을 먹은 어떤 사람이 역적모의를 하다 발각되어 나라에서 샘을 메워버렸다고 전한다.

## 참고 자료
- 경주기림사소장유물 - 국가유산청 국가유산포털